# Libro de los animales que caçan
Nell'ambito della letteratura di Alfonso X il Saggio, il Libro de los animales que caçan (lett.: "libro degli animali che cacciano") è un'opera letteraria spagnola, relativa alla falconeria, ed è il primo trattato del suo genere composto in Spagna.
Re Alfonso X (regno 1252-1284) scrisse alcune opere sulla caccia, la cacciagione e la falconeria, benché non se ne conoscano i titoli. Due anni prima della morte di suo padre, re Ferdinando III il Santo, concluse la traduzione del Kitab al-yawarih (chiamato dai cristiani De scientia venandi per aves o Moamin latino, una traduzione latina maturata alla corte Federico II di Svevia), opera di un astronomo e falconiere arabo chiamato Muhammad ibn 'Abdallah ibn 'Umar al-Bazyar. L'opera di questo scrittore, che visse a Baghdad, era totalmente sconosciuta agli arabisti fino a pochi anni fa. Da allora è stato difficile definire l'attribuzione dell'opera, sebbene la maggioranza della critica sia propensa a darne la paternità al re Alfonso il Saggio.
Si conoscono due manoscritti dell'opera, uno alla Biblioteca Nazionale di Spagna (ms. Reservado 270), e un altro alla biblioteca del Real Monasterio de San Lorenzo de El Escorial (ms. V.II.19).